# 살로마

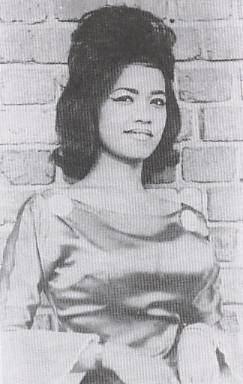

살로마(말레이어: Saloma)는 말레이시아의 가수이자 배우이다. 싱가포르 출신의 그녀는 1950년대 패션의 아이콘으로 불리기도 했다. 본명은 살마흐 빈티 이스마일(Salmah binti Ismail)이며, 흔히 예명인 살로마라는 예명으로 알려져 있다.